# لوکا لوزاردی
لوکا لوزاردی (انگلیسی: Luca Luzardi؛ زادهٔ ۱۸ فوریهٔ ۱۹۷۰) بازیکن فوتبال اهل ایتالیا است.
از باشگاه‌هایی که در آن بازی کرده‌است می‌توان به باشگاه فوتبال آسکولی، باشگاه ورزشی لاتزیو، باشگاه فوتبال لودیجیانی کالچو، باشگاه فوتبال برشا، باشگاه فوتبال رجانا، و باشگاه فوتبال ناپولی اشاره کرد.